# رادیو (فیلم ۲۰۱۳)
«رادیو» (انگلیسی: Radio (2013 film)) یک فیلم است که در سال ۲۰۱۳ منتشر شد.